# Сін Тянь
Сін Тянь (кит.刑天 — «відрубана голова») — божественний велетень у китайській міфології. У сьомому розділі «Шань хай цзин» (Книги гор та морів) розповідає про боротьбу з небесним імператором Хуан-ді, яка завершилася поразкою Сін Тяня. Відрублену голову ворого Хуан-ді закопав в горах Чан'ян-шань. Але обезголовлений Сін Тянь не здався, створив рот  з свого пупа, очі з сосків, і, озброївшись щитом і сокирою (або списом), він взявся виконувати войовничий танець, бажаючи продовжити боротьбу.

## Сін Тянь в класичній китайській літературі
Окрім «Книги гір та морів», образ Сін Тяня також зустрічався в поемі Тао Юаньміна (367–427 роки.).
В повісті Лу-ши, складеній Ло Мі (Luo Mi), Сін Тянь описується, як міністр «вогняного імператора» Янь-ді, який склав для селян мелодії, виконувані під час полювання та збору врожаю. Однак написання імені Сін Тяня має деякі відмінності в формі ієрогліфа Сін, тому не зрозуміло, чи ідентичний  він велетню з міфології або обоє представляють різних персонажів.

## Опис на ворожильних кістках
Згідно  з стариними надписами на ворожильних кістках (XIV–XI ст. до н. е.), спочатку, у стародавні часи, велетень Сін Тянь, який в той час не мав імені, був послідовником Янь-ді. Після перемоги Жовтого імператора над Янь-ді в битві Бань-цюань, Сін Тянь послідував за своїм господарем у вигнання на південь країни.
Внаслідок, коли Жовтий імператор переміг і стратив велетня Чи Ю, Сін Тянь вийшов з сокирою та щитом проти переможця. Він прорвався до південних воріт Небесного Двору та кинув виклик Жовтому Імператору, викликаючи того на поєдинок. Зав'язався лютий бій: меч Імператора проти сокири Велетня. Бились, вони на  протягом усього шляху, ведучого з небес на гору Чан'ян-шань (кит.常羊山). Жовтий імператор  пішов на хитрощі, які відволікли противника, і в цю мить кинувся вперед, одним ударом обезголовивши Сін Тяна, чия голова покотилась до підніжжя гори, видаючи гучний рев.
Натомість, щоб померти, Сін Тянь став шукати свою голову навпомацки. У відповідь Жовтий імператор розсік гору своїм мечем, і голова покотилася в  утворену розколину, а гора зімкнулась. Тоді Сін Тянь зупинив безплідні пошуки, і замість цього спробував використовувати свої соски замість очей, якими, не міг бачити, а пупок замість рота, не здатного відкриватися. Також він почав дико танцювати, що відбилося у приказці «刑天舞干戚, 猛志固常在». Після цих подій безголовий велетень і отримав своє ім'я, яке означає «Той, чия голова була відрубана».

## Символізм
Сін-тянь символізує неприборканий дух, який ніколи не здається і зберігає волю до опору, незалежно від того, які можуть попереду очікувати неприємності і нещастя.

## Етимологія
Китайський дослідник Юань Ке припустив, що в імені Сін Тяня на стародавніх гадальних кістках і бронзових посудинах натурально мало використовуватися стародавнє накреслення знака «тянь» — «небо», що зображує людину із великою головою. Виходячи з цього, повний буквальний переклад імені «Сін Тянь» означатиме «відрубане (або» покаране «) небо».